# Juan Nin y Serra
Juan Antonio Nin y Serra (Villanueva y Geltrú, 9 de junio de 1804 - Tortosa, 8 de agosto de 1867) fue un sacerdote, compositor y maestro de capilla España.

## Vida
Formó parte de la escolanía de la Catedral de Barcelona. Fue alumno del maestro Ramón Aleix, y amigo de Ramón Carnicer y Ramón Vilanova. Su hermano, Francisco Nin y Serra, también compositor y violinista.
Fue nombrado maestro de capilla de la Catedral de Tortosa por oposición, tomando posesión del cargo el 30 de junio de 1824. Posteriormente tomó las órdenes sagradas, siendo investido sacerdote. Ocupó el cargo de 1824 hasta 1867, excepto durante la primera guerra carlista (1833-1839) durante la que tuvo que exiliarse en Francia, debido a sus claras simpatías carlistas. Al regresar en 1841, continuó ejerciendo su cargo hasta su muerte.
Fue maestro del músico y musicólogo Felipe Pedrell, que lo tenía en alta estima y lo presentaba como su «único maestro», además de Daniel Gavaldá, maestro y pianista de cámara de la reina Isabel II, Francesc Bonastre, y del célebre organista Antonio Coscollano.
Falleció en Tortosa el 8 de agosto de 1867 en el magisterio, a causa de una cistitis, que causó su muerte en pocos días.

## Obra
Nin compuso mucha música sacra, según lo exigía su cargo. Además, recopiló una gran cantidad de música polifónica, especialmente del siglo XVI, procedente de la Península Ibérica, que compiló personalmente en 48 volúmenes, de los que se conservan 21 —conservados en la Biblioteca de Catalunya y el Orfeón Catalán. También recopiló canciones populares.
Las obras de Nin en la colección Pedrell de la Biblioteca de Catalunya son:
- Salmo 3º de Tercia con orquesta;
- Laetatus sum para orquesta;
- Domine ad adjuvandum para orquesta;
- En salida a 5 voces;
- Benedictus Dominus Deus a 8 voces;
- Alma a 6 voces;
- Lauda Jerusalén para orquesta;
- Domina;
- Dixit;
- Laudate Dominum para tiple en 8º tono;
- Gloria laus a 4 voces;
- Población reducida a 8 voces;
- Vexilla Regis para 4 voces en 1er, 2º, 7º y 8º tonos;
- Magnificat en 4º, 7º y 3er tono.

En abril de 2013 la Fundación La Luz de las Imágenes recopiló en un disco compacto una serie de compositores barrocos de la comarca del Alto Maestrazgo, entre los que se contaban Nin y Serra, José María Peris Polo, Vicente García Julbe y Vicente Feliu Roig.